# Bad Überkingen
Bad Überkingen (bis 1927 Überkingen) ist eine Gemeinde im Landkreis Göppingen in Baden-Württemberg. Sie gehört zur Region Stuttgart (bis 1992 Region Mittlerer Neckar) und zur Randzone der europäischen Metropolregion Stuttgart.

## Geographie

### Geographische Lage
Bad Überkingen liegt im Filstal in 428 bis 751 Meter Höhe. Es gehört in der Region Stuttgart zur Randzone der Metropolregion Stuttgart.

### Gemeindegliederung

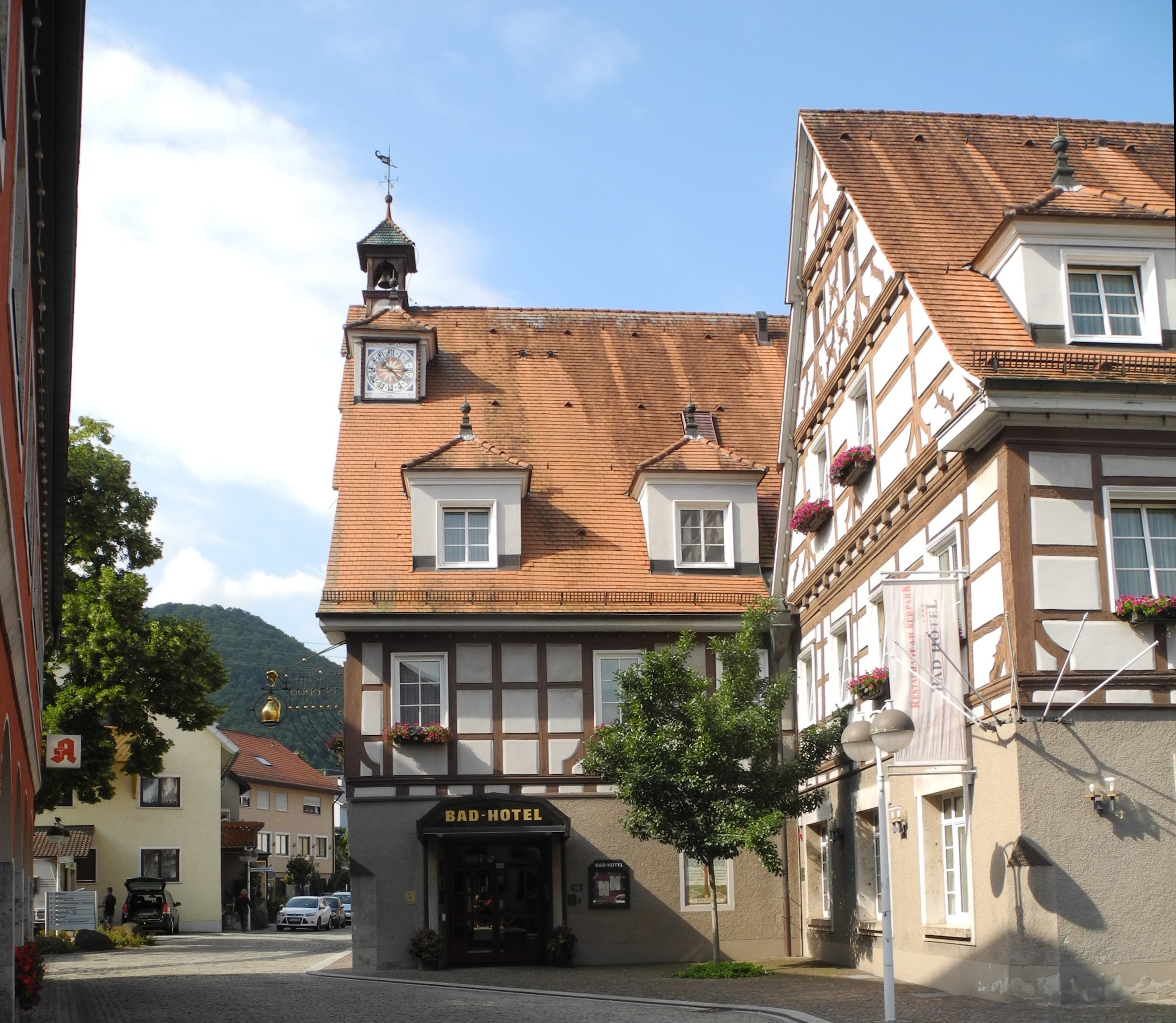
Ortsmitte von Bad Überkingen mit Altem Rathaus

Die Gemeinde besteht aus den vier Ortsteilen Bad Überkingen, Hausen an der Fils, Oberböhringen und Unterböhringen. Die offizielle Benennung der Ortsteile erfolgt durch vorangestellten Namen der Gemeinde und durch Bindestrich getrennt nachgestellt die Namen der Ortsteile. Die Ortsteile bilden zugleich Wohnbezirke im Sinne der baden-württembergischen Gemeindeordnung. Zu Bad Überkingen gehören die ehemals selbstständigen Gemeinden Hausen an der Fils und Unterböhringen. Zur Gemeinde Bad Überkingen in den Grenzen vom 30. Juni 1971 gehört das Dorf Bad Überkingen. Zur ehemaligen Gemeinde Hausen an der Fils gehört das Dorf Hausen an der Fils. Zur ehemaligen Gemeinde Unterböhringen gehören das Dorf Unterböhringen, der Weiler Oberböhringen und die Häuser Michelsberg und Wasserberghaus sowie die abgegangene Ortschaft Winegundenwilare.

### Flächenaufteilung
Nach Daten des Statistischen Landesamtes, Stand 2014.

### Schutzgebiete
Teile des Bad Überkinger Gemeindegebiets gehören zum FFH-Gebiet 7423-342 Filsalb, das eine Größe von 5.430 Hektar hat und auch zum Vogelschutzgebiet 7422-441 Mittlere Schwäbische Alb, das 39.597 Hektar groß ist.
In diese europaweit bedeutsamen Schutzgebiete sind sowohl die Naturschutzgebiete
- 1031 Hausener Wand,
- 1100 Autal und
- 1170 Dalisberg

als auch die Landschaftsschutzgebiete
- 1.17.006 Wasserberg (Ergänzungsfläche für das Naturschutzgebiet Haarberg-Wasserberg),
- 1.17.008 Burren,
- 1.17.027 Sommerschafweide an der Eichhalde,
- 1.17.028 Sommerschafweide an der Heiligenhalde,
- 1.17.029 Sommerschafweide am Kahlenstein,
- 1.17.030 Sommerschafweide am Kuchberg,
- 1.17.041 Haarberg (Ergänzungsfläche für das Naturschutzgebiet Haarberg-Wasserberg),
- 1.17.046 Märzenhalde,
- 1.17.051 Weigoldsberg und
- 1.17.054 Hausener Wand (Ergänzungsfläche für das gleichnamige Naturschutzgebiet)

weitgehend integriert.

## Geschichte

### Frühe Geschichte
Überkingen wurde eher spät erstmals 1258 urkundlich erwähnt. Ein Albreht de Vberchingen taucht als Zeuge in einer Schenkungsurkunde zugunsten des Nördlinger Spitals auf. Der Name der ursprünglich alemannischen Siedlung deutet auf einen namensgebenden Sippenführer Urbarchio hin. Im 13. Jahrhundert wandelte sich der Name zu Ubrichingen. Der Ort gehörte damals den Grafen von Helfenstein. 1396 ging das Dorf, das inzwischen Ueberchingen genannt wurde, in die Hände der Freien Reichsstadt Ulm über.

### 19. Jahrhundert
1802 fiel Überkingen mit der Reichsstadt Ulm an das Kurfürstentum Bayern. 1810 wurde der Ort auf Grund des Grenzvertrags von 1810 vom Königreich Bayern an das Königreich Württemberg abgetreten und dem Oberamt Geislingen zugeordnet.

### 20. Jahrhundert
Seit 1927 darf die Gemeinde den Zusatz „Bad“ tragen.
Bei der Verwaltungsreform während der NS-Zeit in Württemberg wurde Bad Überkingen 1938 dem Landkreis Göppingen zugeordnet. 1945 bis 1952 gehörte die Gemeinde zum Nachkriegsland Württemberg-Baden, das 1945 in der Amerikanischen Besatzungszone gegründet worden war, ab 1952 zum neuen Bundesland Baden-Württemberg.
Seit 1992 ist die Gemeinde „prädikatisiertes Heilbad“ – das erste im Landkreis Göppingen.

### Eingemeindungen

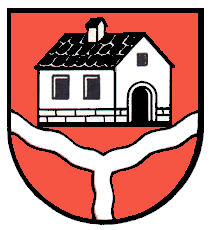
Hausen an der Fils

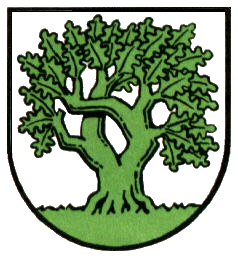
Unterböhringen

- 1. Juli 1971: Hausen an der Fils[5]

- 1. Januar 1974: Unterböhringen[6]

### Religionen
Seit der Reformation ist Bad Überkingen evangelisch geprägt. In Bad Überkingen und Unterböhringen bestehen jeweils evangelische Pfarreien. Die nächstgelegene römisch-katholische Kirche befindet sich in Geislingen an der Steige. In 14-täglichen Wechsel findet jeden Samstag ein katholischer Gottesdienst in der evangelischen Kirche statt.
Die Kirche in Bad Überkingen ist die St.-Gallus-Kirche und wurde um das Jahr 1470 erbaut – und so bis in die jetzige Zeit nahezu unverändert belassen.
Zum größten „Schatz“ der Kirche gehören die Deckenbemalung und die Emporenbemalung. Die Deckenbemalung stammt aus dem Jahre 1580 und wurde durch die Künstler Bonsdörfer aus Konstanz und Henneberger aus Geislingen gestaltet. Ca. 60 Jahre später wurde dann die Emporenbemalung erstellt.
Kanzel, Taufstein und Altar sind jeweilige Spenden an die Kirche gewesen.
So ist die Kanzel eine Gabe des Obervogts von Krafft im Jahre 1738 – der Taufstein wurde von Veronika von Krafft im Jahre 1733 gestiftet; der Altar in der St. Galluskirche ist die letzte Spende dieser Art an die Kirche; dieser wurde im Jahre 1900 von Jakob Ziegler aus Stötten (Kreis Göppingen) der Kirche vermacht.

### Einwohnerentwicklung
Quelle: Statistisches Landesamt Baden-Württemberg für die Daten ab 1970
| Datum              | Einwohner |
| ------------------ | --------- |
| 1837               | 1394      |
| 1907               | 1527      |
| 17. Mai 1939       | 1823      |
| 13. September 1950 | 2493      |
| 27. Mai 1970       | 2967      |
| 31. Dezember 1983  | 4134      |
| 25. Mai 1987       | 3586      |
| 31. Dezember 1990  | 3785      |
| 31. Dezember 2000  | 3895      |
| 31. Dezember 2005  | 3992      |
| 31. Dezember 2010  | 3824      |
| 31. Dezember 2015  | 3793      |
| 31. Dezember 2020  | 3852      |

## Politik

### Gemeinderat
In Bad Überkingen wird der Gemeinderat nach dem Verfahren der unechten Teilortswahl gewählt. Dabei kann sich die Zahl der Gemeinderäte durch Überhangmandate verändern. Der Gemeinderat besteht aus den 14 gewählten ehrenamtlichen Gemeinderäten und dem Bürgermeister als Vorsitzendem. Der Bürgermeister ist im Gemeinderat stimmberechtigt. Die Kommunalwahl am 9. Juni 2024 führte zu folgendem Ergebnis. 
| Parteien und Wählergemeinschaften | Parteien und Wählergemeinschaften           | % 2024 | Sitze 2024 | % 2019 | Sitze 2019 | Kommunalwahl 2024 %6050403020100 45,95 %54,05 % CDUBWVGewinne/Verlusteim Vergleich zu 2019 %p 4 2 0 −2 −4−2,05 %p+2,05 %pCDUBWV |
| CDU                               | Christlich Demokratische Union Deutschlands | 45,95  | 6          | 48,0   | 7          | Kommunalwahl 2024 %6050403020100 45,95 %54,05 % CDUBWVGewinne/Verlusteim Vergleich zu 2019 %p 4 2 0 −2 −4−2,05 %p+2,05 %pCDUBWV |
| BWV                               | Bürgerliche Wählervereinigung               | 54,05  | 8          | 52,0   | 7          | Kommunalwahl 2024 %6050403020100 45,95 %54,05 % CDUBWVGewinne/Verlusteim Vergleich zu 2019 %p 4 2 0 −2 −4−2,05 %p+2,05 %pCDUBWV |
| gesamt                            | gesamt                                      | 100,0  | 14         | 100,0  | 14         | Kommunalwahl 2024 %6050403020100 45,95 %54,05 % CDUBWVGewinne/Verlusteim Vergleich zu 2019 %p 4 2 0 −2 −4−2,05 %p+2,05 %pCDUBWV |
| Wahlbeteiligung                   | Wahlbeteiligung                             | 72,9 % | 72,9 %     | 65,3 % | 65,3 %     | Kommunalwahl 2024 %6050403020100 45,95 %54,05 % CDUBWVGewinne/Verlusteim Vergleich zu 2019 %p 4 2 0 −2 −4−2,05 %p+2,05 %pCDUBWV |

### Bürgermeister
Am 29. November 2009 konnte sich Matthias Heim (CDU) als Herausforderer gegenüber dem Amtsinhaber Martin E. Joos durchsetzen. Martin E. Joos war seit 1993 Bürgermeister von Bad Überkingen gewesen. Die Amtszeit begann am 15. Januar 2010. Im November 2017 wurde Heim mit 97,8 % der Stimmen wiedergewählt.

### Wappen und Flagge
Blasonierung: „In Silber auf gewelltem blauen Schildfuß ein roter Brunnen mit zwei Schalen übereinander und beiderseits aufsteigendem blauem Wasserstrahl.“
Die Flagge Bad Überkingens ist rot-weiß.

## Wirtschaft und Infrastruktur

### Mineralbrunnen
Die Mineralbrunnen Überkingen-Teinach GmbH & Co. KGaA hatte ihren Stammsitz in Bad Überkingen. Im Jahr 2010 wurde der Mineralbrunnen-Betrieb an die Pro Aqua GmbH verkauft. Im Rahmen eines Planinsolvenverfahrens übernahm ihn am 15. Februar 2013 die IQ 4 YOU GmbH, welche daraufhin ihren Sitz nach Bad Überkingen verlegte.

### Verkehr
Bad Überkingen und Hausen an der Fils waren von 1903 bis 1983 durch die Bahnstrecke Geislingen (Steige)–Wiesensteig an das Schienennetz angeschlossen. Die Königlich Württembergischen Staats-Eisenbahnen erbauten die Bahnhofsgebäude in Bad Überkingen und in Hausen als Einheitsbahnhöfe vom Typ IIb respektive IIa. Nach Stilllegung der Strecke befindet sich auf ihr ein regional bedeutsamer Radweg. Er ist auch ein Teil des Albtäler-Radwegs, der zu den Landes-Fernradwegen gehört; es handelt sich um einen Rundkurs zwischen Römerstein und Sontheim an der Brenz.

### Sendeanlage Oberböhringen
In Oberböhringen betreibt der SWR den Sender Oberböhringen.

### Schule und Bildung
- Grundschulen in Bad Überkingen und Unterböhringen
- Paul-Kerschensteiner-Schule, Landesberufsschule für das Hotel- und Gaststättengewerbe, eine der größten beruflichen Schulen mit etwa 70 Lehrern, an der Auszubildende des Hotel- und Gaststättengewerbes ausgebildet werden.

### Thermalbad
Der „Sauerbrunnen zu Überkingen“ wurde um das Jahr 1200 erstmals urkundlich erwähnt. Im 15. und 16. Jahrhundert war Überkingen durch seine Heilquelle ein sehr bekanntes Bad.
Das Thermalbad Bad Überkingen bietet neben dem Therapiebecken mit einer Wassertemperatur von ca. 34° Celsius auch ein Außenbecken mit Liegefläche, eine „Totes-Meer-Salzgrotte“, eine finnische und eine Bio-Aroma-Sauna sowie ein Dampfbad. Es wurde 2013 nach einer umfangreichen Sanierung wiedereröffnet. Am 19. November 2023 wurde ein Bürgerentscheid über den Erhalt des Bades durchgeführt, bei dem sich 72,4 % der Abstimmenden bei einer Wahlbeteiligung von 66,4 % für den Weiterbetrieb aussprachen.

## Kultur und Sehenswürdigkeiten

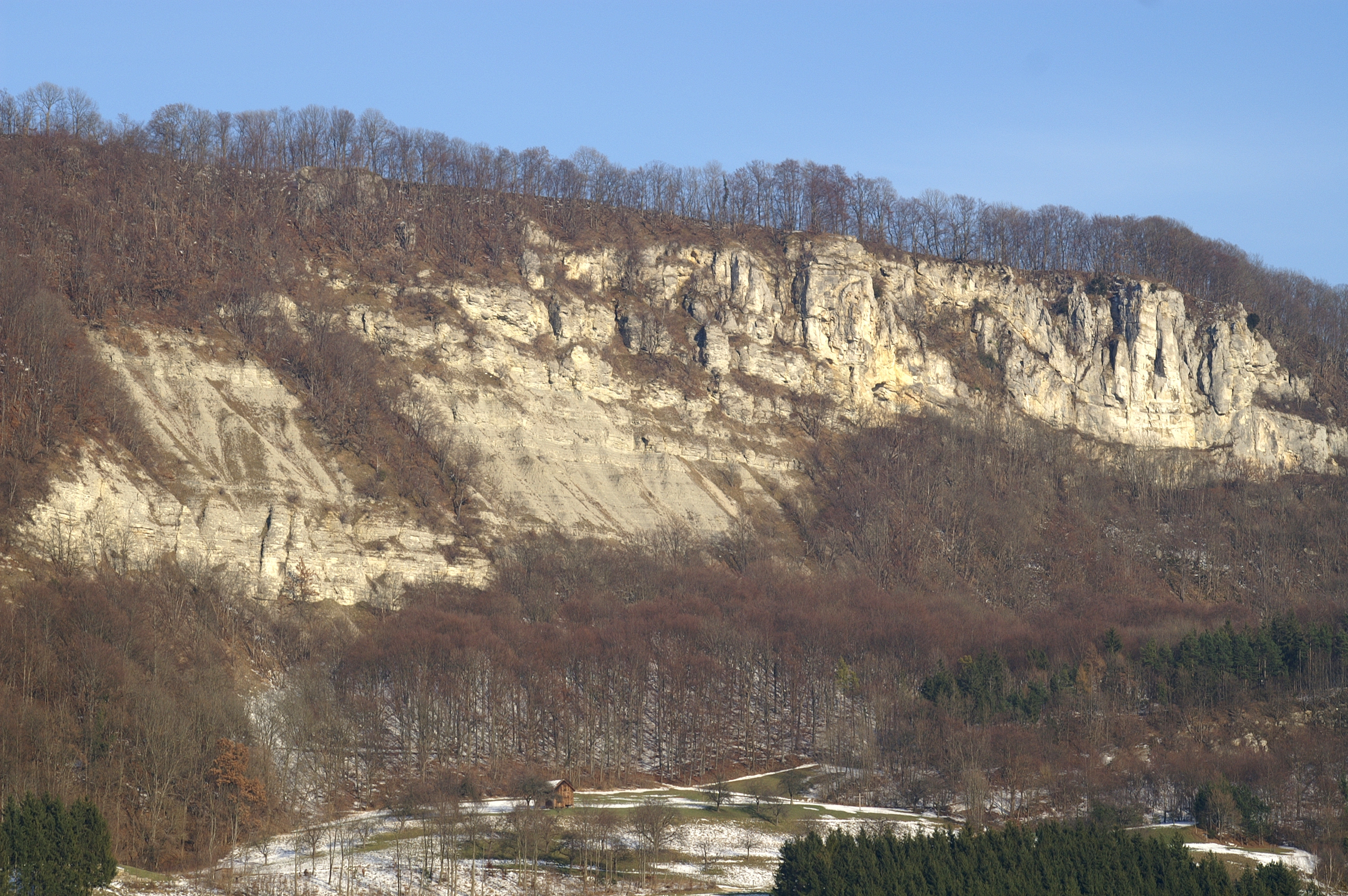
Hausener Wand

Bad Überkingen liegt an der Schwäbischen Albstraße, die an vielen Sehenswürdigkeiten vorbeiführt. Am Albtrauf östlich von Bad Überkingen liegt der Felsen Kahlenstein, von dem ein Ausblick auf das obere Filstal besteht. Fast alle nicht bebauten Flächen sind Natura-2000-Flächen und als bedeutende Vogelschutzgebiete unter europäischem Schutz: Die Naturschutzgebiete Hausener Wand, Autal und Dalisberg unterstreichen den hohen landschaftlichen Wert.

### Rad- und Wanderwege
Über die Gemarkung von Bad Überkingen verlaufen der Albsteig (auch Schwäbische-Alb-Nordrand-Weg oder HW1), einer der beliebtesten Fernwanderwege Deutschlands, der entlang des Albtraufs von Donauwörth bis Tuttlingen führt, sowie der Alb-Crossing, ein Fernradweg geeignet für Mountainbiker oder Gravel-Biker, der in sechs Etappen die Strecke Aalen – Tuttlingen überbrückt.

### Bauwerke
- Badhotel von 1553
- Sauerbrunnen von Überkingen
- Verwaltungsgebäude der Mineralbrunnen Überkingen-Teinach GmbH & Co. KGaA
- Thermalbad
- Schillertempel
- Quellentempel

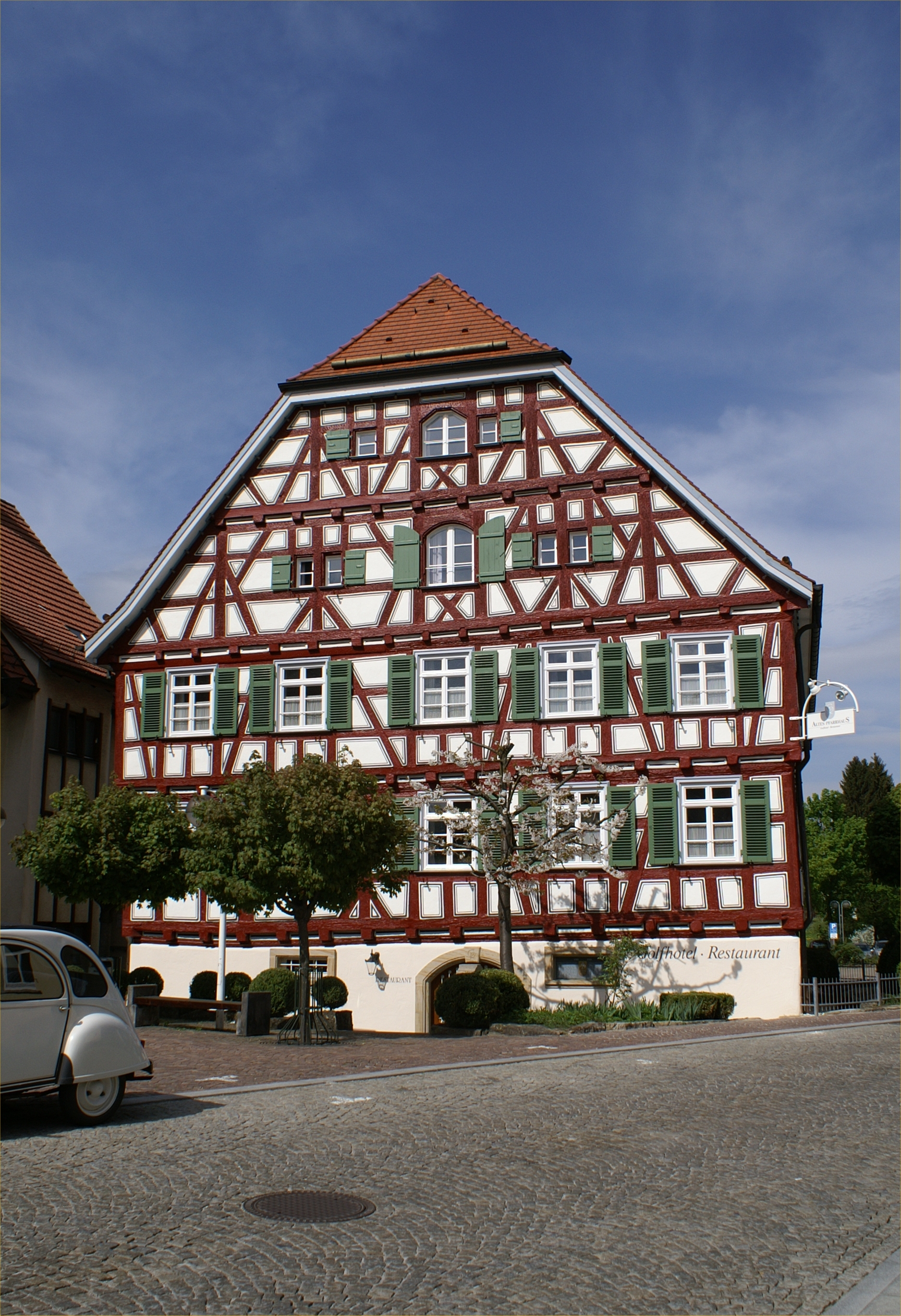
Altes Pfarrhaus
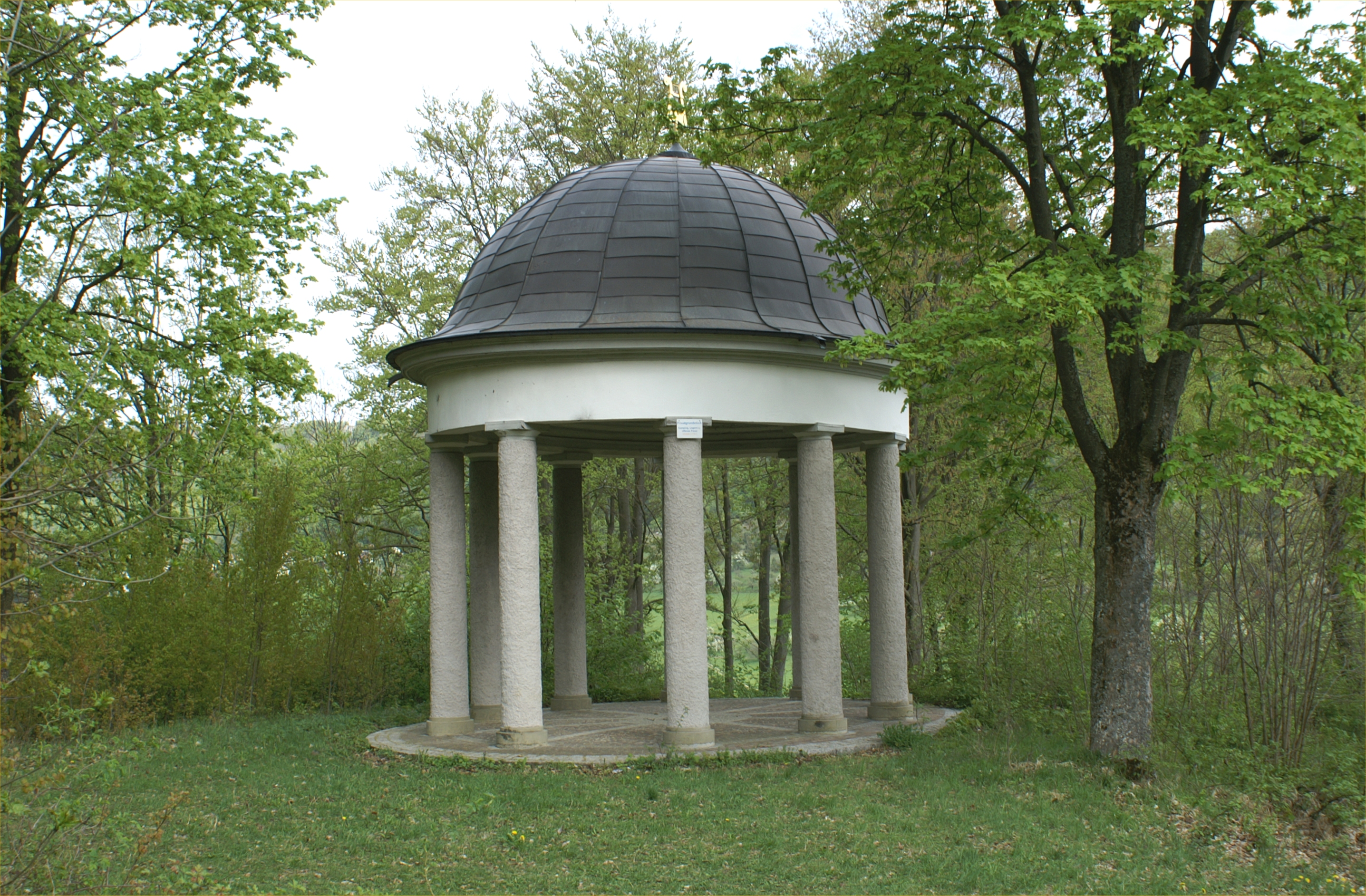
Schillertempel bei Bad Überkingen
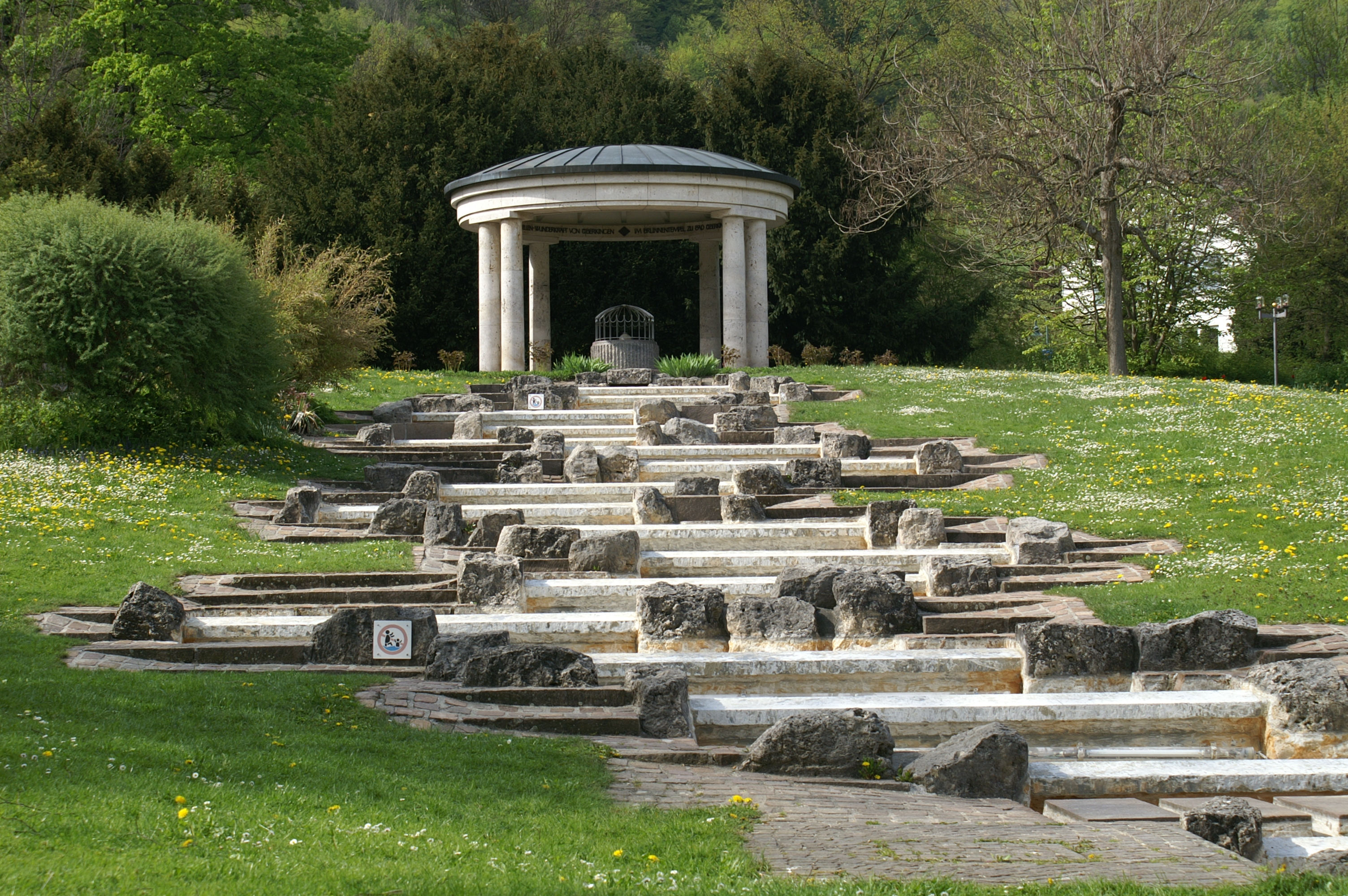
Quellentempel im Kurpark
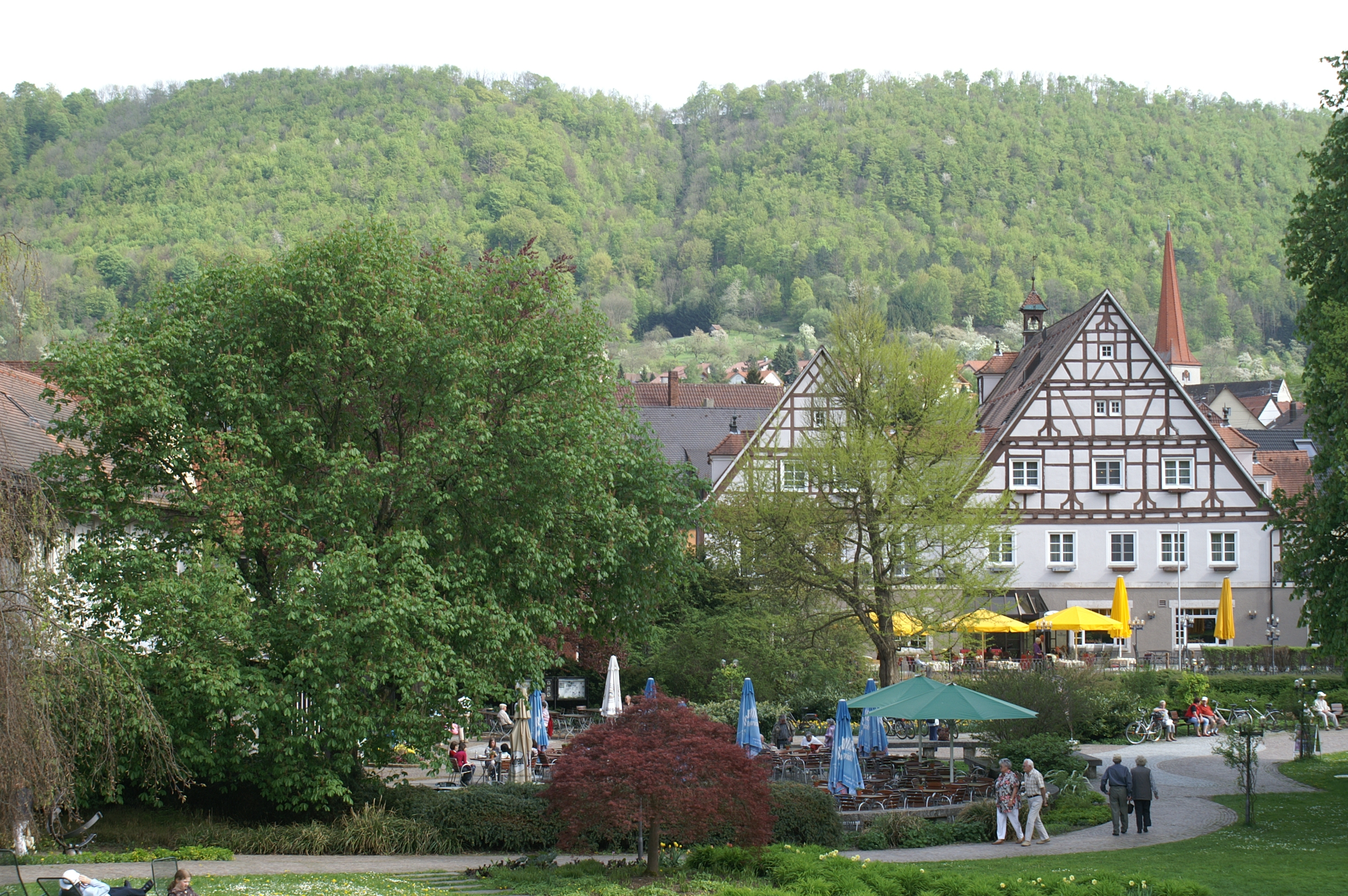
Kurpark
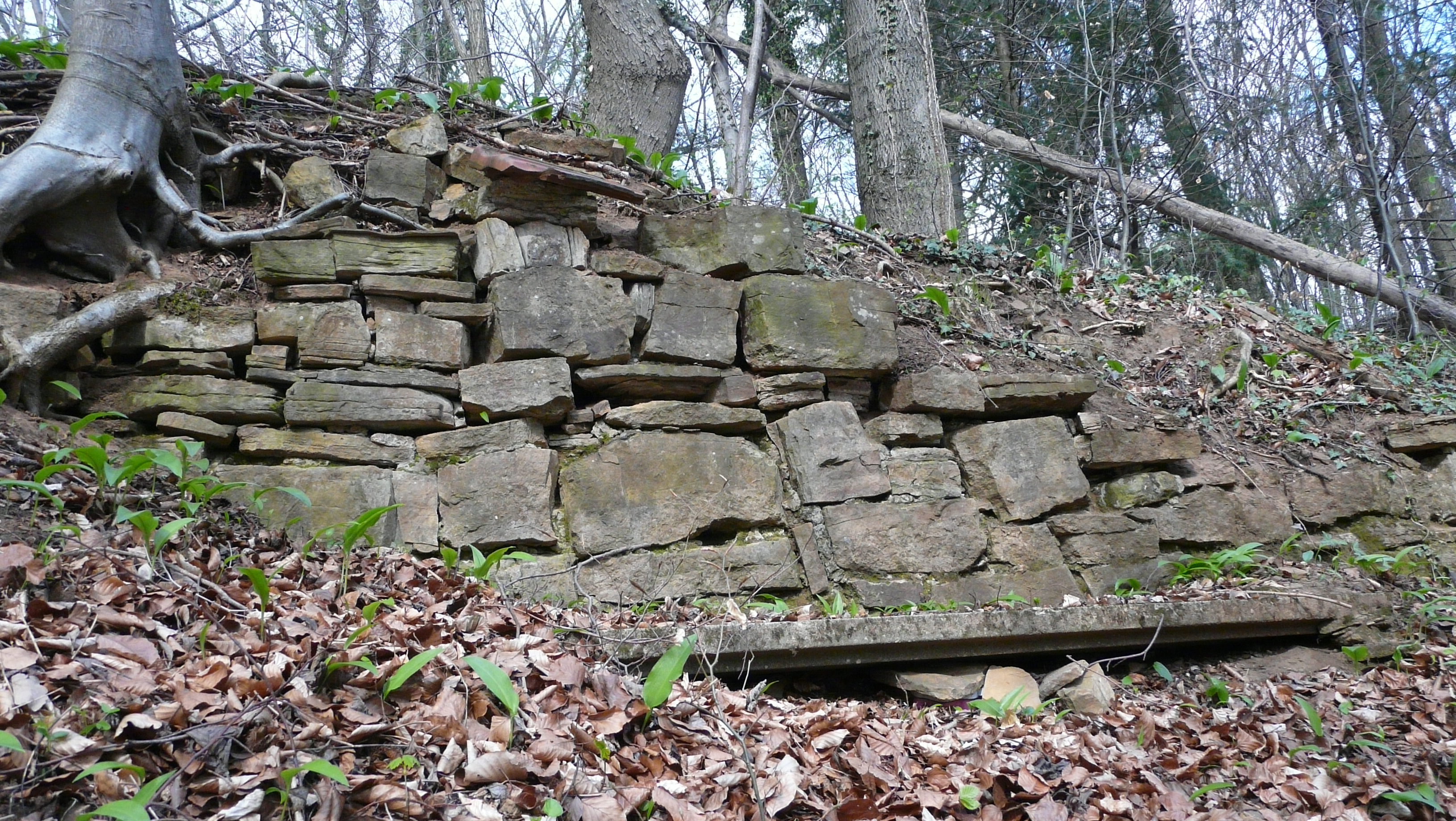
Mauerrest der Burg Oberrommental
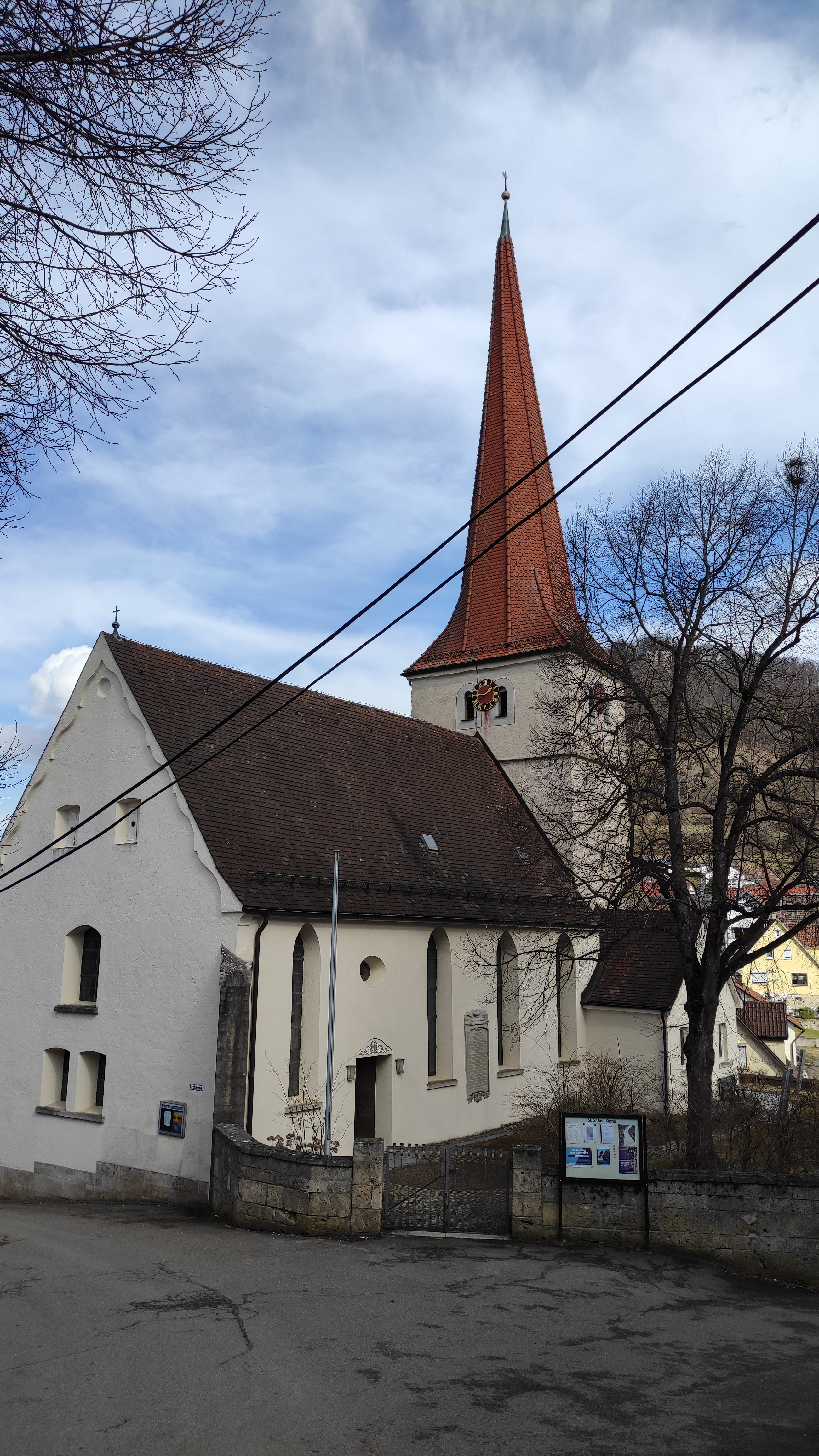
St. Gallus-Kirche

Auf einem nördlichen Ausläufer des Fränkel (680 m) liegt auf Unterböhringer Markung die ehemalige Burg Oberrommental. Die Burgstelle ist noch durch den ehemaligen Halsgraben und Mauerreste erkennbar.